# Malí Guzmán
Amalia «Malí» Guzmán (Montevideo, 27 de junio de 1961) es una escritora uruguaya de literatura infantil, dramaturga, periodista y escenógrafa.

## Biografía
Se formó como actriz en la escuela de actores del teatro El Galpón y como escenógrafa de teatro y televisión en la Escuela Multidisciplinaria de Arte Dramático Margarita Xirgú (EMAD). Fue discípula del artista plástico Enrique Badaró entre 1990 y 1994.
Es autora de varias obras de teatro dirigidas al público infantil. En 2001 su obra Cuentos de brujas disparatadas fue nominada al premio Florencio en la categoría mejor espectáculo infantil. Esta obra adapta libremente e integra cuentos de Valerie Thomas (La bruja Berta), Arcadio Lobato (El mayor tesoro) y de Merce Company (Nana Bunilda come pesadillas). También adaptó al teatro para niños la novela Aventuras y desventuras de Casiperro del Hambre de Graciela Montes, con el título de Casiperro, y es coautora de la obra teatral para adultos Buenas noches, Afrodita, junto con Arturo Fleitas y Serrana Ibarra.
Como periodista desarrolla temas de literatura infantil en varios medios: en El País Cultural (suplemento de El País); en las revistas Quehacer educativo, ¿Te cuento?, Padres, Madres & Hijos, Revista Latinoamericana de Literatura Infantil (Colombia, cuyo consejo editorial integra), Educación y Biblioteca (España); en CX 22 con un segmento semanal de literatura infantil (1996) y en la programación infantil de TV Ciudad (1999). Entre 1995 y 2000, editó la sección de literatura infantil en la revista El Estante. En 2006 produjo para Televisión Nacional el programa La Banda, periodístico infantil conducido por niños de 6 a 11 años, con el que obtuvo el premio Tabaré en la categoría de mejor programa televisivo para niños. Al año siguiente fue asesora de programación para niños y adolescentes del mismo canal.
Presidió el consejo directo de la filial uruguaya de IBBY (International Board on Books for Young People - Organismo internacional para la promoción del libro infantil-juvenil). Desde 2008 asesora al Ministerio de Educación y Cultura (MEC) en el Plan Nacional de Lectura y a partir de 2010 coordina el Sistema Nacional de Bibliotecas Públicas de Uruguay.
Entre otros reconocimientos obtuvo en 1992, con ¿Cómo se llama este libro?, el primer premio en el concurso de literatura infantil organizado por Amauta y el MEC. El Instituto Nacional Audiovisual le otorgó en 1996 el premio de la categoría guion televisivo de ficción (para adultos) por Molinos de viento, en coautoría con Raquel Costa. En 2001, con Un lugar para mí (cuentos de amor, oído y garganta) ganó el Segundo Premio Nacional de Literatura en la categoría libros infantiles éditos del 2000.
En 2003 ganó la categoría libros éditos del segundo premio por Adivinanzas en la escuela (y otros chimentos escolares), escrito en colaboración con el ilustrador Sergio López Suárez. Fue finalista del premio latinoamericano de literatura infantil, organizado por la editorial Norma y la fundación Fundalectura de Colombia, con El robo. Esta obra fue publicada bajo el título El robo de mi cumpleaños. En 2008, con las obras Agustín caminador y Cosas raras, obtuvo el primer y el segundo premio respectivamente en la categoría literatura infantil inédita del premio Anual de Literatura del MEC. En 2008 obtuvo el primer y el segundo premio anual de literatura infantil del MEC en la categoría Inéditos por Agustín Caminador y Cosas raras, respectivamente. En 2010 lo obtuvo en la categoría Literatura infantil édita por Cayó la noche, y en 2012 volvió a ganarlo en la categoría Inéditos por Caleidoscopio (rimas y canciones). En 2015 obtuvo el segundo premio de la categoría éditos por su libro Agustín Caminador en los Premios Anuales de Literatura del Ministerio de Educación y Cultura.
Es coautora de la colección infantil «Caza-curiosos» de editorial Alfaguara. Ha coordinado talleres de literatura infantil, proyectos de lectura y otras actividades literarias con niños, adolescentes, docentes y padres. Integró jurados en varios concursos, entre ellos varios de cine para niños, auspiciados por Cinemateca Uruguaya.

## Obras
- Un lugar para mí (Cuentos de amor, oído y garganta) (Alfaguara, 2001)
- ¿Cómo se llama este libro? (Alfaguara, 2002)
- Te odio, Clap (Alfaguara, 2003)
- Adivinanzas en la escuela (y algunos chimentos escolares) (Alfaguara, 2003) con el ilustrador Sergio López Suárez
- Adivinanzas de terror (y otros chimentos horrorosos) (Alfaguara, 2003) con el ilustrador Sergio López Suárez
- El robo de mi cumpleaños (Trilce, 2005)
- Cayó la noche (Ediciones SM, Argentina, 2008)
- El oído del Diablo (Trilce)
- Auxilio ¡madres! (Fin de Siglo, 2013)
- Agustín Caminador (Ediciones de la Banda Oriental, 2014)
- Colección Renata tiene cosas (Ediciones de la Banda Oriental, 2015)

Teatro
- Cuentos de brujas disparatadas (2001)
- Casiperro (2002)
- Buenas noches, Afrodita